# Serena Scott Thomas
Serena Scott Thomas (Nether Compton, 21 de setembro de 1961) é uma atriz britânica.

## Biografia
Nascida numa pequena vila do interior da Inglaterra, filha de um ex-piloto da Marinha Real morto num acidente aéreo em 1964, Serena é irmã mais nova da também atriz Kristin Scott Thomas.
Com uma carreira artística mais voltada para pequenos papéis em séries de televisão na Inglaterra e nos Estados Unidos, ela é mais conhecida no cinema por seu trabalho em Hostage, com Bruce Willis e como a bond girl Dra. Molly Warmflash de 007 O Mundo não é o Bastante, com Pierce Brosnan.